# Sierra de Gata
Sierra de Gata este un masiv muntos în Spania, care parte din Cordiliera Centrală. Altitudinea sa maximă este atinsă în vârful Peña Canchera (1.592 m).